# Võõbu

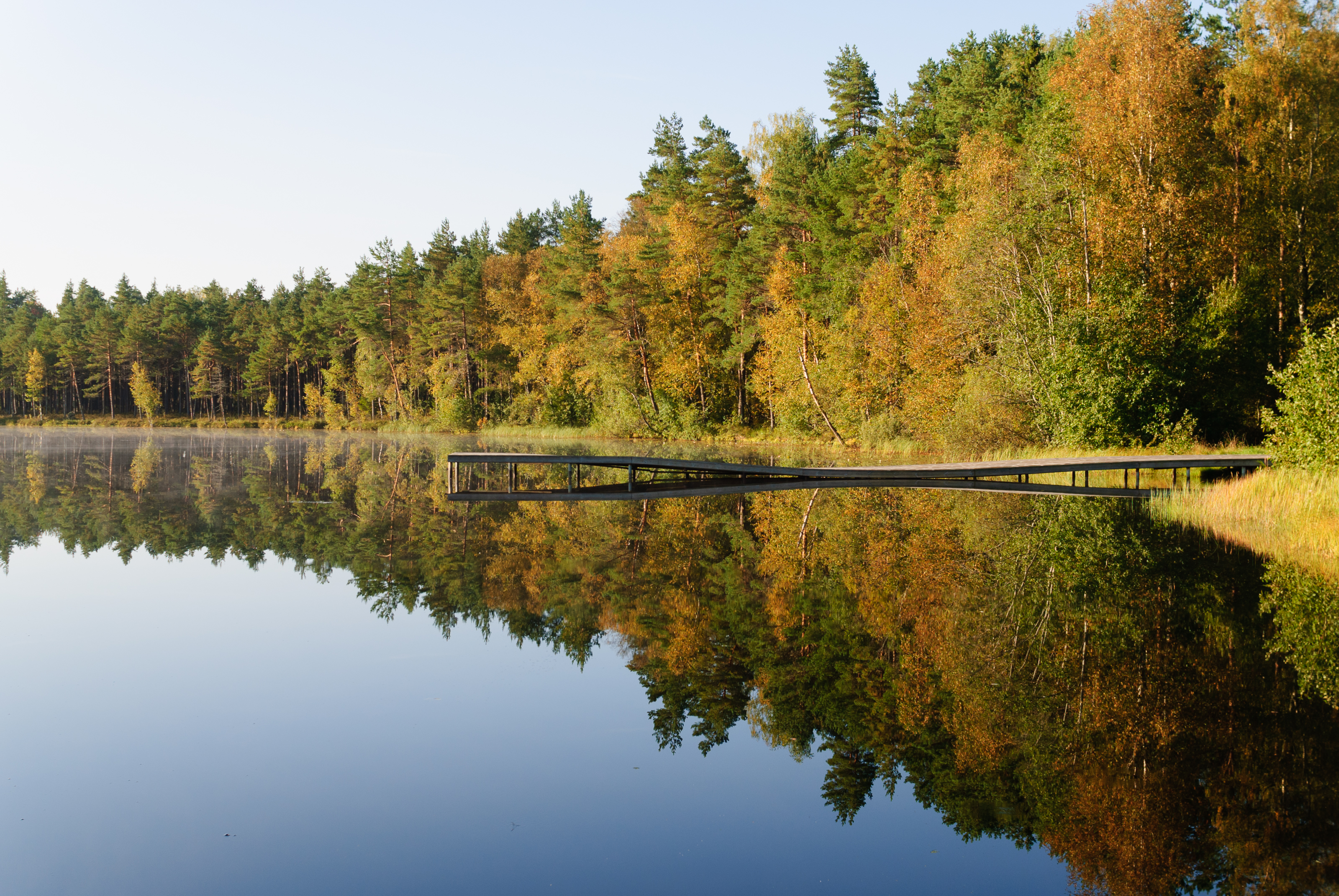
Matsimäe Pühajärv – jezioro znajdujące siew pobliżu Võõbu

Võõbu – wieś w Estonii w gminie Paide. W 2011 roku zamieszkana przez 10 osób.
W pobliżu miejscowości znajdują się torfowiska Seli raba i Tellissaare raba oraz jeziora: Seli järv, Matsimäe Kaanjärv, Matsimäe Pühajärv i Vahessaare järv. Na północ od wsi swój bieg rozpoczyna rzeka Reopalu.